# Avocat en droit public
L’avocat en droit public est l'avocat exerçant dans le champ du droit public. 
L'avocat en droit public intervient notamment en droit public des affaires, droit administratif, droit de l'urbanisme, droit électoral ou droit de l'environnement.  
Il peut intervenir du côté d'entreprises, de particuliers, d'organisations syndicales ou de personnes publiques (en conseil, contentieux ou assistance à maîtrise d'ouvrage). 
En France, le terme droit public est une spécialisation référencée par l'arrêté du 28 décembre 2011 fixant la liste des mentions de spécialisation en usage dans la profession d'avocat.